# كأس روسيا لكرة القدم 2017–18
كأس روسيا لكرة القدم 2017–18 (بالروسية: Кубок России по футболу 2017/2018)‏ هو الموسم 26 من كأس روسيا لكرة القدم. أقيم خلال الفترة 14 يوليو 2017 وحتى 9 مايو 2018، وأشرف على تنظيمه اتحاد روسيا لكرة القدم، وكان عدد الأندية المشاركة فيه 96، وفاز فيه نادي توسنو.